# عز الدين براهيمي
عز الدين براهيمي (و. 1966  م) هو منافس ألعاب قوى، وعداء مسافات متوسطة جزائري متخصص في سباق قفز الحواجز 3000 متر، ولد في سطيف، شارك في الألعاب الأولمبية الصيفية 1992، والألعاب الأولمبية الصيفية 1988.

## روابط خارجية
- عز الدين براهيمي على موقع الاتحاد الدولي لألعاب القوى (الإنجليزية)
- عز الدين براهيمي على موقع أوليمبيديا (الإنجليزية)